# Vittime degli attentati dell'11 settembre 2001

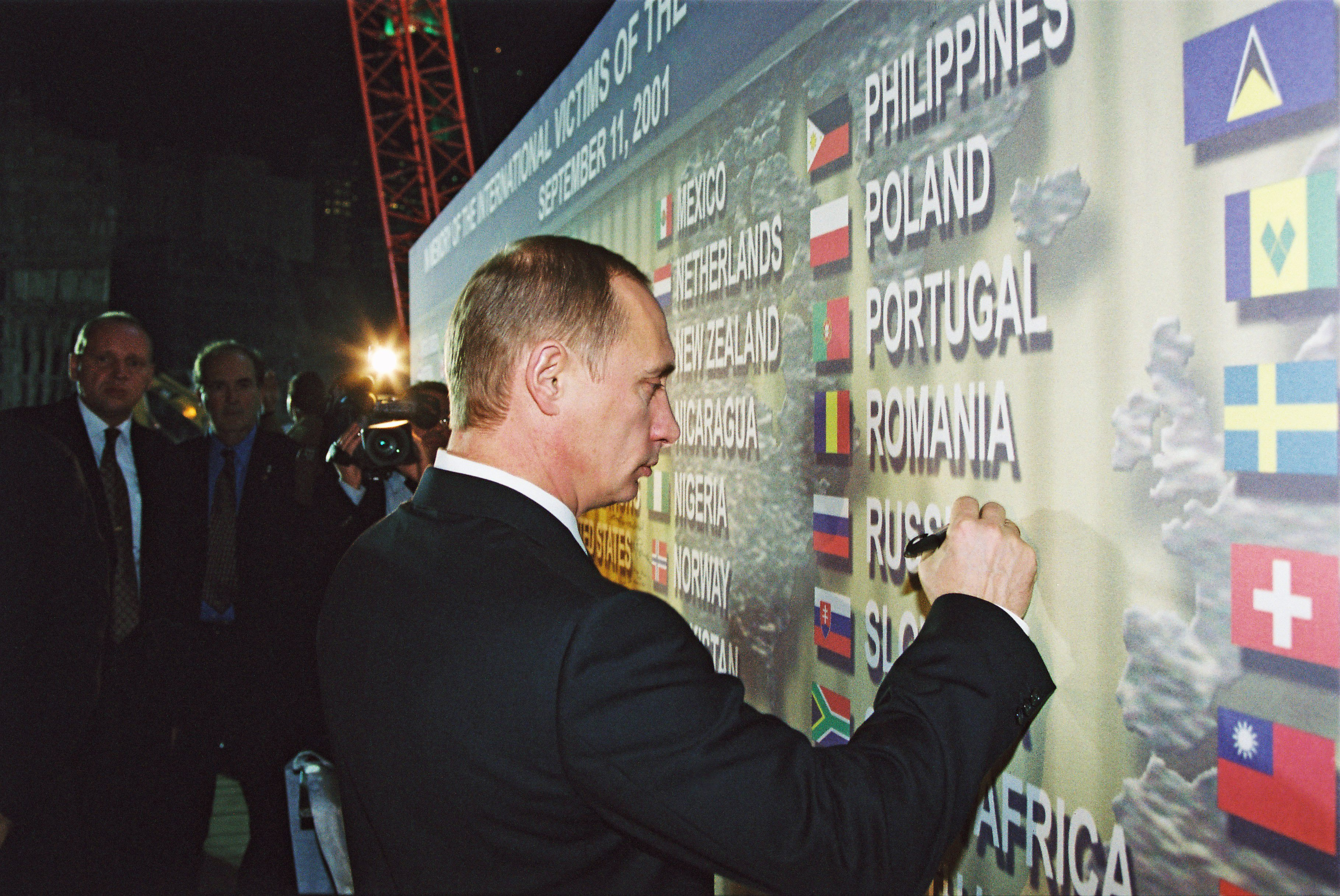
Il presidente della Russia Vladimir Putin scrive un messaggio di consolazione alle vittime degli attentati dell'11 settembre 2001

Le vittime degli attentati dell'11 settembre 2001 furono 2 977, esclusi i diciannove dirottatori: 246 su quattro aerei di linea, 2 606 a New York e 125 al Pentagono. Altre 24 persone sono ancora elencate tra i dispersi. Circa 293 persone vennero uccise dai detriti delle due torri o dalle persone che si lanciarono nel vuoto.
Tutte le vittime erano civili a parte 55 militari uccisi al Pentagono. Furono più di 90 i Paesi che persero cittadini negli attacchi al World Trade Center La maggior parte delle vittime erano statunitensi, seguiti da 67 britannici, 47 dominicani e 41 indiani. Alle 2 977 persone che persero la vita l'11 settembre 2001 vanno aggiunte altre persone che morirono per le malattie causate dal fumo formatosi quel giorno in seguito al crollo delle due torri, arrivando ad un totale di 3 000 vittime. Fu una donna, nel febbraio del 2002, la prima persona morta a causa di una malattia polmonare provocata dall'esposizione al denso fumo di quella mattina. Inoltre, a ben 1 140 persone che hanno lavorato, studiato o semplicemente vissuto a Lower Manhattan nel periodo degli attentati è stato diagnosticato un cancro. Vanno aggiunte, infine, undici gravidanze non portate a termine a causa della morte delle madri l'11 settembre.

## Evacuazione

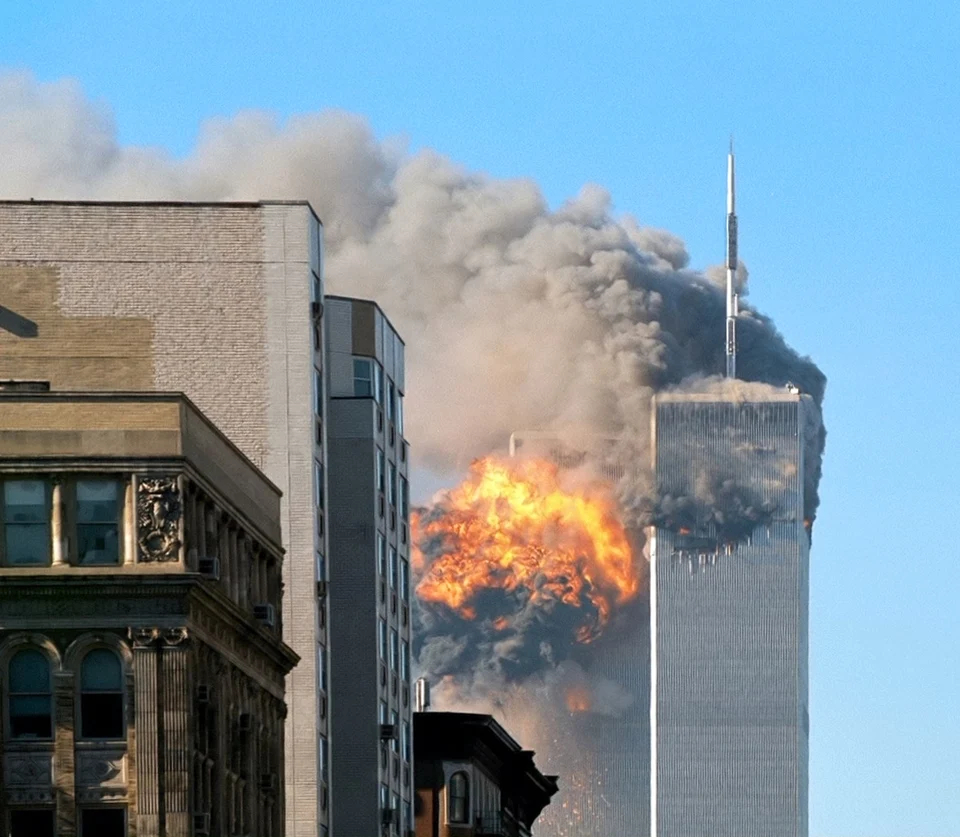
Il volo United Airlines 175 si schianta contro la Torre Sud del World Trade Center

Subito dopo gli attacchi si è ipotizzato che circa 100 000 civili fossero presenti nel complesso e che le vittime potessero essere decine di migliaia. Il NIST ha stimato che circa 17 400 civili erano presenti nel complesso del World Trade Center al momento degli attacchi, mentre i dati sui turisti elaborati dalla Port Authority of New York and New Jersey (l'"Autorità portuale di New York e del New Jersey") suggeriscono una presenza media di 14 154 persone sulle Torri Gemelle alle 10:30 del mattino.
Alle 08:46 del mattino il volo American Airlines 11 si schiantò tra il 93º e il 99º piano della Torre Nord. La gran parte delle 8 000 persone al di sotto delle zone di impatto evacuò in sicurezza l'edificio. Alcune persone incominciarono a scendere le scale da soli, mentre altre preferirono attendere istruzioni dalla Port Authority of New York and New Jersey. Nel frattempo, nella torre meridionale, molte persone decisero di abbandonare l'edificio per precauzione. Tuttavia, l'Autorità Portuale, non sapendo ancora che si trattasse di un attentato terroristico, disse a quelle persone di rimanere nei propri uffici. Questo probabilmente per evitare sovraffollamenti e rallentamenti nel prestare soccorso ai civili nella torre settentrionale. Nonostante gli avvertimenti dell'Autorità Portuale, migliaia di persone continuarono ad evacuare la Torre Sud. Uno dei dirigenti della Aon Corporation, Eric Eisenberg, ordinò l'immediata evacuazione dei dipendenti della sua azienda, circa 1 100. Di questi, 924 abbandonarono l'edificio prima dell'impatto del volo United Airlines 175. Nonostante ciò, l'azienda fu la terza che perse più impiegati, ben 175. Eisenberg non ce la fece, così come Kevin Cosgrove, un altro dei dirigenti dell'azienda, che morì durante una chiamata di soccorso, quando la Torre Sud crollò.
Anche gran parte dei dipendenti della Fiduciary Trust International (piani 90, 94-97) della Fuji Bank (piani 79-82) e dell'Euro Brokers (84º piano) decisero di evacuare l'edificio. I dirigenti dissero ai dipendenti di raggiungere la Sky Lobby, situata al 78º piano, dove avrebbero preso l'ascensore per raggiungere il piano terra. Si stima che circa in 1 400 abbandonarono l'edificio prima dell'impatto del secondo aereo, mentre 600 non lo fecero.
Alle 09:03:11 il volo United Airlines 175 si schiantò tra il 77º e l'85º piano della Torre Sud. Circa 200 persone, che stavano attendendo l'ascensore nella Sky Lobby per raggiungere il piano terra, sarebbero poi morte.
Una volta che entrambe le torri vennero colpite, fu dato l'ordine di evacuare non solo l'intero complesso del World Trade Center, ma anche la maggior parte degli edifici circostanti.

## I superstiti
Mentre nella Torre Nord morirono tutte le 1 366 persone che si trovavano nella zona di impatto o nei piani superiori, nella Torre Sud, 14 persone che lavoravano nella zona dell'impatto riuscirono a salvarsi, così come 4 dipendenti al di sopra dei punti di impatto (Stanley Praimnath della Fuji Ginkō, Brian Clark, Ron DiFrancesco e Richard Fern dell'Euro Brokers), grazie a una delle tre scale che rimase intatta. Molte persone non erano a conoscenza del fatto che una scala fosse agibile e rimasero nei propri uffici in attesa dei soccorsi, come gli era stato detto dal NYFD e dal NYPD.
Solo 23 persone furono estratte vive dalle macerie, 15 delle quali soccorritori. L'ultima persona estratta viva, 27 ore dopo il crollo delle Twin Towers, fu Genelle Guzman McMillan, che lavorava al 64º piano della Torre Nord.

## Le vittime

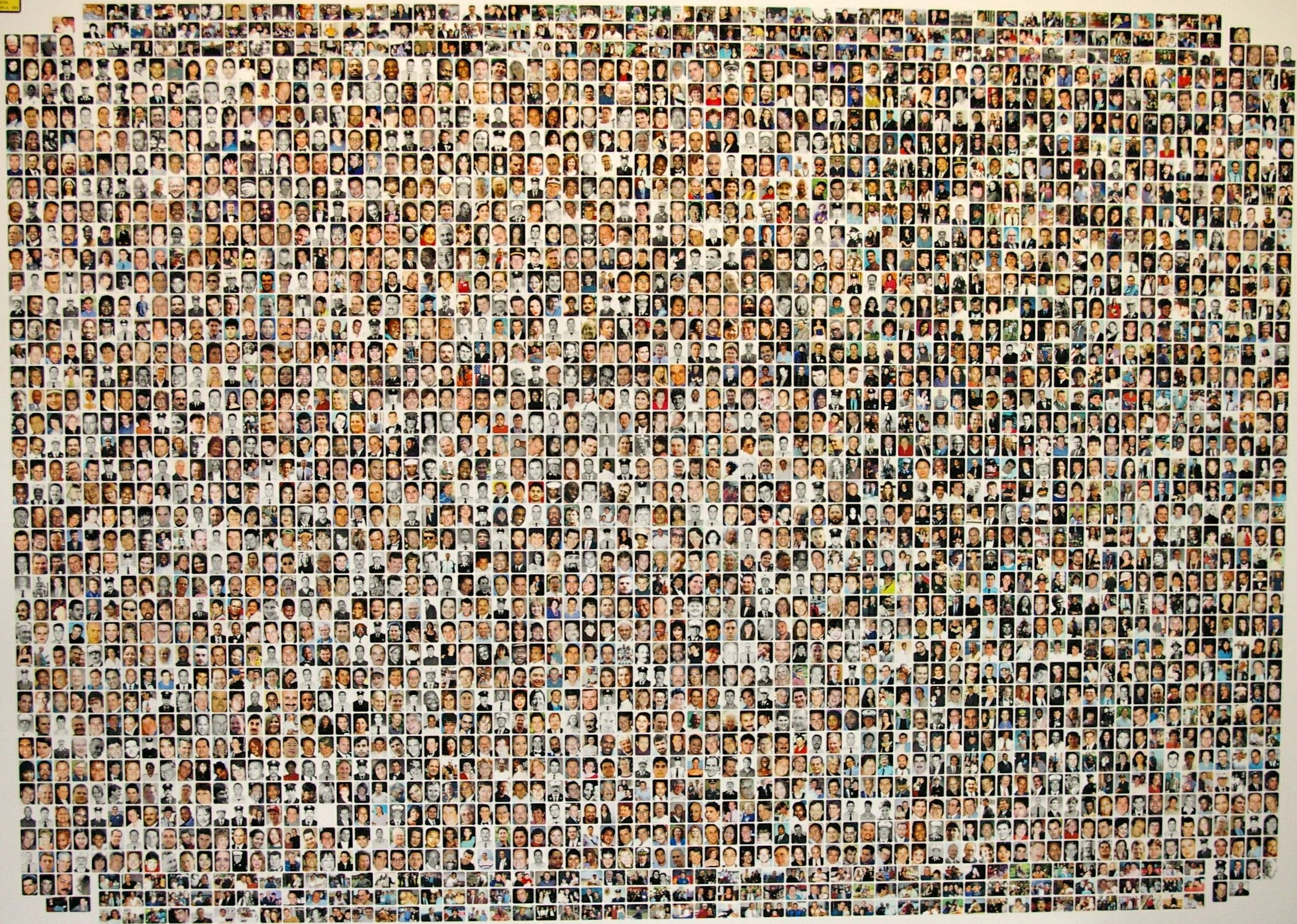
Raccolta parziale delle foto di tutte le vittime degli attacchi (in questa foto sono presenti 2.885 foto; mancano solo quelle di 92 persone e dei terroristi): documento presentato nel processo contro Zakariyya Musawi

| Vittime (esclusi i dirottatori) | Vittime (esclusi i dirottatori) | Vittime (esclusi i dirottatori) |
| ------------------------------- | ------------------------------- | ------------------------------- |
| New York, NY                    | World Trade Center              | 2 606 morti e 24 dispersi       |
| New York, NY                    | American 11                     | 88                              |
| New York, NY                    | United 175                      | 59                              |
| Contea di Arlington, VA         | Pentagono                       | 125                             |
| Contea di Arlington, VA         | American 77                     | 59                              |
| Shanksville, PA                 | United 93                       | 40                              |
| Totale                          | Totale                          | 2 977 morti e 24 dispersi       |

### World Trade Center
Almeno 200 persone saltarono dalle torri in fiamme e morirono, come raffigurato nella emblematica foto The Falling Man ("L'uomo che cade"), precipitando su strade e tetti degli edifici vicini, centinaia di metri più in basso. Alcune persone che si trovavano nelle torri al di sopra dei punti di impatto salirono fino ai tetti degli edifici sperando di essere salvati dagli elicotteri, ma le porte di accesso ai tetti erano chiuse; inoltre, non vi era alcun piano di salvataggio con elicotteri e, quella mattina dell'11 settembre, il fumo denso e l'elevato calore degli incendi avrebbe impedito agli elicotteri di effettuare manovre di soccorso.
Le vittime tra i soccorritori furono 411. Il New York City Fire Department (i vigili del fuoco di New York) perse 341 vigili del fuoco e 2 paramedici; il New York City Police Department (la polizia di New York) perse 23 agenti, il Port Authority Police Department (la polizia portuale) 37. I servizi di emergenza medica privata persero altri 8 tecnici e paramedici.
La Cantor Fitzgerald L.P., una banca di investimenti i cui uffici si trovavano ai piani 101-105 del WTC 1, perse 658 impiegati, più di qualunque altra azienda. La Marsh & McLennan Companies, i cui uffici si trovavano immediatamente sotto quelli della Cantor Fitzgerald ai piani 93-101 (dove avvenne l'impatto del volo 11), perse 295 impiegati, mentre 175 furono le vittime tra i dipendenti della Aon Corporation, la cui sede era situata nella Torre Sud. Dopo New York, lo Stato che ebbe più vittime fu il New Jersey, con la città di Hoboken a registrare il maggior numero di morti.
L'età media delle vittime dell'11 settembre era di 40 anni.
Tra le vittime ci furono otto bambini, cinque a bordo del volo American Airlines 77 di età compresa dai 3 e gli 11 anni, mentre gli altri tre (di 2, 3 e 4 anni) erano a bordo del volo 175. La vittima più giovane a bordo degli aerei aveva 2 anni e mezzo, mentre la più anziana ne aveva 85 e viaggiava sul volo 11.
Sulle torri la vittima più giovane aveva 18 anni, la più anziana 79.

### Pentagono
125 persone persero la vita nello schianto del volo 77 contro la facciata ovest del pentagono, tra cui 70 civili e 55 militari. Il Tenente generale Timothy Maude fu il militare con il rango più alto che morì l'11 settembre.

## Resti e inquinamento
È stato possibile identificare i resti di sole 1 638 delle vittime del World Trade Center; gli uffici medici raccolsero anche «circa 10 000 frammenti di ossa e tessuti non identificati, che non possono essere collegati alla lista dei decessi». Altri resti di ossa furono trovati ancora nel 2006, mentre gli operai approntavano il Deutsche Bank Building per la demolizione. Il 5 luglio 2013 furono identificati i resti del pompiere Jeffrey P. Walz, 37 anni, l'ultima vittima recuperata.
La morte per malattie ai polmoni di alcune altre persone è stata fatta risalire alla respirazione delle polveri contenenti centinaia di composti tossici (quali amianto, mercurio, piombo, ecc.) causate dal collasso del World Trade Center. La gravità dell'inquinamento ambientale derivante da tali polveri - che investirono tutta la punta sud dell'isola di Manhattan - fu resa nota al grande pubblico solo a distanza di circa quattro anni dall'evento: sino ad allora le agenzie governative statunitensi avevano sottovalutato o nascosto il rischio ambientale, forse allo scopo di non causare ulteriore panico e di rendere più spediti i soccorsi, lo sgombero delle macerie, il ripristino delle normali attività della città.

## Vittime per azienda
| Azienda                                           | Torre                       | Piani                                   | Vittime |
| Cantor Fitzgerald                                 | Nord                        | 101-105                                 | 658     |
| Marsh & McLennan                                  | Nord                        | 93-100                                  | 295     |
| Aon Corporation                                   | Sud                         | 92, 98-105                              | 175     |
| Fiduciary Trust International                     | Sud                         | 90, 94-97                               | 87      |
| Windows on the World                              | Nord                        | 106-107                                 | 72      |
| Carr Futures                                      | Nord                        | 92                                      | 69      |
| Keefe, Bruyette & Woods                           | Sud                         | 85, 88-89                               | 67      |
| Sandler O'Neill & Partners                        | Sud                         | 104                                     | 66      |
| Euro Brokers Inc.                                 | Sud                         | 84                                      | 61      |
| New York State Department of Taxation and Finance | Sud                         | 86-87                                   | 39      |
| Port Authority of New York and New Jersey         | Nord                        | 3, 14, 19, 24, 28, 31, 34               | 37      |
| Fred Alger Management                             | Nord                        | 93                                      | 35      |
| Fuji Bank                                         | Sud                         | 79-82                                   | 23      |
| Forte Food Service                                | Nord                        | Cantor Fitzgerald                       | 21      |
| ABM Industries                                    | Entrambe le torri           | N/A                                     | 17      |
| Risk Waters Group                                 | Nord                        | Windows on the World                    | 16      |
| General Telecom                                   | Nord                        | 83                                      | 13      |
| Washington Group International                    | Sud                         | 91                                      | 12      |
| American Express                                  | Nord                        | 94                                      | 11      |
| Summit Security Services                          | Entrambe le torri           | N/A                                     | 11      |
| Morgan Stanley                                    | Entrambe le torri           | Nord: 59-74 - Sud: 43-46, 56, 59-74     | 10      |
| Empire Blue Cross Blue Shield Association         | Nord                        | 27-28, 30-31                            | 8       |
| Alliance Consulting                               | Nord                        | 102                                     | 7       |
| Accenture                                         | Nord                        | Windows on the World                    | 6       |
| Harvey Young Yurman Inc.                          | Nord                        | Windows on the World                    | 6       |
| Bronx Builders                                    | Nord                        | Windows on the World                    | 5       |
| Forest Electric Corp.                             | Nord                        | Cantor Fitzgerald                       | 5       |
| Harris Beach LLP                                  | Sud                         | 85                                      | 5       |
| OCS Security                                      | In tutto il complesso       | N/A                                     | 5       |
| Regus                                             | Sud                         | 93                                      | 5       |
| Baseline Financial Services                       | Sud                         | 77-78                                   | 4       |
| Compaq                                            | Nord                        | Windows on the World                    | 4       |
| Data Synapse                                      | Nord                        | Windows on the World                    | 4       |
| International Office Centers                      | Nord                        | 79                                      | 4       |
| Merrill Lynch                                     | Nord                        | Windows on the World                    | 4       |
| Mizuho Capital                                    | Sud                         | 80                                      | 4       |
| Oracle Corporation                                | Nord                        | 99                                      | 4       |
| Pitney Bowes                                      | Sud                         | 102                                     | 4       |
| Wachovia Corp.                                    | Nord                        | 47                                      | 4       |
| Zurich American Insurance                         | Sud                         | 105                                     | 4       |
| Bank of America                                   | Nord                        | 81                                      | 3       |
| Bank of New York                                  | N/A                         | N/A                                     | 3       |
| Bloomberg                                         | Nord                        | Windows on the World                    | 3       |
| Callixa                                           | Nord                        | Windows on the World                    | 3       |
| The Chuo Mitsui Trust and Banking Co.             | Sud                         | 83                                      | 3       |
| Citibank                                          | Nord                        | 105                                     | 3       |
| Encompys                                          | Nord                        | Windows on the World                    | 3       |
| IPC Kleinknecht Electric Co.                      | Nord                        | 105                                     | 3       |
| IQ Financial Systems                              | Sud                         | 83                                      | 3       |
| New York State Department of Transportation       | Nord                        | 82                                      | 3       |
| Reinsurance Solutions Inc.                        | Nord                        | 94                                      | 3       |
| Structure Tone                                    | Sud                         | 97, 105                                 | 3       |
| SunGard                                           | Sud                         | 102, 104                                | 3       |
| Thomson Financial Services                        | Nord                        | Windows on the World                    | 3       |
| Advantage Security                                | Entrambe le torri           | N/A                                     | 2       |
| BP Air Conditioning                               | Nord                        | 101                                     | 2       |
| Certified Installation Services                   | Sud                         | 105                                     | 2       |
| Denino Electric                                   | Nord                        | 95                                      | 2       |
| Deutsche Bank                                     | WTC 4                       | N/A                                     | 2       |
| Devonshire Group                                  | Nord                        | 94                                      | 2       |
| Fine Painting and Decorating                      | Sud                         | Observation Deck (attrazione turistica) | 2       |
| First Commercial Bank                             | N/A                         | N/A                                     | 2       |
| FM Global                                         | Sud                         | 102                                     | 2       |
| Franklin Templeton Investments                    | Sud                         | 95                                      | 2       |
| Genuity                                           | Sud                         | 110                                     | 2       |
| Guy Carpenter                                     | Nord                        | 94                                      | 2       |
| Imagine Software                                  | Nord                        | Windows on the World                    | 2       |
| Instinet                                          | Nord                        | 13-14                                   | 2       |
| Studley, Inc.                                     | Nord                        | 86, 88                                  | 2       |
| Keane                                             | Sud                         | 78                                      | 2       |
| Kidder, Peabody & Co.                             | Nord                        | 101                                     | 2       |
| Marriott World Trade Center Hotel                 | N/A                         | N/A                                     | 2       |
| Metropolitan Life Insurance                       | Nord                        | 89                                      | 2       |
| New York Presbyterian Hospital                    | N/A                         | N/A                                     | 2       |
| Nishi-Nippon Bank                                 | Nord                        | 102                                     | 2       |
| Nomura Research Institute Ltd.                    | Nord                        | Windows on the World                    | 2       |
| Ohrenstein & Brown                                | Nord                        | 85                                      | 2       |
| One Source Networks (Hudson Shatz)                | N/A                         | N/A                                     | 2       |
| P.E. Stone Inc.                                   | Entrambe le torri           | Nord: 92 Sud: 105                       | 2       |
| Petrocelli Electric                               | N/A                         | Uffici della Morgan Stanley             | 2       |
| Radianz                                           | Nord                        | Windows on the World                    | 2       |
| Random Walk Computing                             | Nord                        | 80                                      | 2       |
| Reuters                                           | Nord                        | Windows on the world                    | 2       |
| Rohde & Liesenfeld                                | Nord                        | 20, 32-33                               | 2       |
| Silverstein Properties                            | Sud                         | 88                                      | 2       |
| Slam Dunk Networks                                | Nord                        | 101                                     | 2       |
| Sybase                                            | Nord                        | Zona d'impatto                          | 2       |
| UBS                                               | N/A                         | N/A                                     | 2       |
| UME Voice                                         | Nord                        | Windows on the World                    | 2       |
| Verizon                                           | Sud                         | 9-12                                    | 2       |
| Vestek                                            | Sud                         | 78                                      | 2       |
| Xerox                                             | Sud                         | Piano terra                             | 2       |
| Zurich Scudder Investments                        | Nord                        | Windows on the World                    | 2       |
| A.L. Sarroff                                      | N/A                         | N/A                                     | 1       |
| Advent Corporation                                | Nord                        | 110                                     | 1       |
| American International Group                      | Sud                         | 103                                     | 1       |
| Algorithmics Inc.                                 | Nord                        | Windows on the World                    | 1       |
| Allendale Insurance                               | Sud                         | 102                                     | 1       |
| American Stock Exchange                           | Nord                        | Windows on the World                    | 1       |
| Aramark Corp                                      | Sud                         | N/A                                     | 1       |
| ARC Partners                                      | Nord                        | Windows on the World                    | 1       |
| ASAP NetSource                                    | N/A                         | N/A                                     | 1       |
| Association of Independent Recruiters             | Nord                        | 79                                      | 1       |
| Avalon Partners                                   | Nord                        | 83                                      | 1       |
| BEA Systems                                       | Nord                        | Windows on the World                    | 1       |
| Bear Stearns                                      | N/A                         | N/A                                     | 1       |
| BMO Nesbitt Burns                                 | Nord                        | Cantor Fitzgerald                       | 1       |
| Boston Investor Services                          | Nord                        | Windows on the World                    | 1       |
| Brinks                                            | N/A                         | Seminterrato                            | 1       |
| Cabrini Hospice                                   | N/A                         | N/A                                     | 1       |
| Cadwalader, Wickersham & Taft                     | Nord                        | Windows on the World                    | 1       |
| Cambridge Technology Partners                     | Nord                        | Windows on the World                    | 1       |
| Caplin Systems                                    | Nord                        | Windows on the World                    | 1       |
| CBS                                               | Nord                        | 110                                     | 1       |
| Chase Manhattan Bank                              | N/A                         | N/A                                     | 1       |
| Civilian Complaint Review Board (Heart Attack)    | N/A                         | N/A                                     | 1       |
| Colonial Art Decorators                           | Nord                        | Windows on the World                    | 1       |
| Consolidated Edison                               | N/A                         | N/A                                     | 1       |
| Credit Suisse First Boston                        | Nord                        | Windows on the World                    | 1       |
| Cultural Institution of Retirement Systems        | Nord                        | 39                                      | 1       |
| Deloitte Consulting                               | Nord                        | Marsh & McLennan                        | 1       |
| Empire Distribution                               | N/A                         | N/A                                     | 1       |
| EnPointe Technologies                             | N/A                         | N/A                                     | 1       |
| F.M. Global                                       | Sud                         | 105                                     | 1       |
| FBI                                               | N/A                         | N/A                                     | 1       |
| Federal Home Loan Mortgage Corporation            | Nord                        | Windows on the World                    | 1       |
| Fine & Schapiro restaurant                        | N/A                         | N/A                                     | 1       |
| First Liberty Investment Group                    | Nord                        | 79                                      | 1       |
| Forest Hills Ambulance Corps                      | N/A                         | N/A                                     | 1       |
| Frank W.Lin & Co.                                 | Nord                        | 89                                      | 1       |
| G.M.P. Inc.                                       | Nord                        | Cantor Fitzgerald                       | 1       |
| Garban Intercapital                               | Nord                        | 25-26                                   | 1       |
| GoldTier Technologies                             | Nord                        | Windows on the World                    | 1       |
| Health Canada                                     | Sud                         | 105                                     | 1       |
| Hill International                                | Nord                        | 64                                      | 1       |
| Holland & Knight                                  | N/A                         | N/A                                     | 1       |
| Howard Hughes Medical Institute                   | N/A                         | N/A                                     | 1       |
| IBM Global                                        | Nord                        | 95                                      | 1       |
| Industrial Bank of Japan                          | Nord                        | Cantor Fitzgerald                       | 1       |
| Insurance Overload Systems                        | Nord                        | 79                                      | 1       |
| Internal Revenue Service                          | N/A                         | N/A                                     | 1       |
| Janus Capital Group                               | Nord                        | Windows on the World                    | 1       |
| Jennison Associates                               | Nord                        | Windows on the World                    | 1       |
| Krestrel Technologies                             | Nord                        | 105                                     | 1       |
| LaBranche & Co.                                   | Sud                         | 28-30                                   | 1       |
| Lanagan Engineering and Environmental Services    | N/A                         | N/A                                     | 1       |
| Lee Hecht Harrison                                | Sud                         | 93                                      | 1       |
| Lehman Brothers                                   | Nord                        | 38-40                                   | 1       |
| LG Insurance Co.                                  | N/A                         | N/A                                     | 1       |
| Liberty Electrical Supply Inc.                    | N/A                         | Seminterrato                            | 1       |
| LION Bioscience AG                                | Sud                         | 94                                      | 1       |
| LJ Gonzer                                         | N/A                         | N/A                                     | 1       |
| MAS Security                                      | Nord                        | Windows on the World                    | 1       |
| May Davis Group                                   | Nord                        | 89                                      | 1       |
| McKeon-Grano                                      | Sud                         | 66                                      | 1       |
| Metrocare                                         | N/A                         | N/A                                     | 1       |
| Mitsui Bank                                       | Sud                         | 83                                      | 1       |
| MoneyLine                                         | Nord                        | Windows on the World                    | 1       |
| NanoTek                                           | N/A                         | Seminterrato                            | 1       |
| National Acoustics Inc.                           | Nord                        | 103                                     | 1       |
| NTX Interiors                                     | Nord                        | 102                                     | 1       |
| Office Centers Corp.                              | Nord                        | 79                                      | 1       |
| Optus                                             | Nord                        | Windows on the World                    | 1       |
| Pfizer Inc.                                       | Nord                        | Windows on the World                    | 1       |
| PM Contracting                                    | Nord                        | 103                                     | 1       |
| Proven Electrical Contracting Inc.                | N/A                         | N/A                                     | 1       |
| QRS Corp.                                         | Marriott World Trade Center | 17                                      | 1       |
| Reliable                                          | N/A                         | N/A                                     | 1       |
| Rent-a-PC                                         | Nord                        | Windows on the World                    | 1       |
| Risk Solutions International                      | Nord                        | Marsh & McLennan                        | 1       |
| Royal & SunAlliance                               | Sud                         | AON                                     | 1       |
| Royston and Zamani                                | Sud                         | Fuji Bank                               | 1       |
| Scient                                            | Nord                        | Cantor Fitzgerald                       | 1       |
| Seabury & Smith Co.                               | Sud                         | 49                                      | 1       |
| Sidley Austin Brown & Wood                        | Nord                        | 54, 56-59                               | 1       |
| Siemens AG                                        | N/A                         | N/A                                     | 1       |
| Signature Painting and Decorating                 | Nord                        | Cantor Fitzgerald                       | 1       |
| Singer Frumento LLP                               | Sud                         | 104                                     | 1       |
| Skidmore, Owings & Merrill                        | Sud                         | AON                                     | 1       |
| Sodexo                                            | Nord                        | 96                                      | 1       |
| Soundtone Floors Inc.                             | N/A                         | N/A                                     | 1       |
| Sweeney and Heeking Carpentry                     | N/A                         | N/A                                     | 1       |
| Syncorp                                           | Nord                        | Marsh & McLennan                        | 1       |
| TCG Software                                      | Nord                        | Windows on the World                    | 1       |
| Telekurs USA                                      | Nord                        | Windows on the World                    | 1       |
| The Westfield Group                               | Sud                         | 17                                      | 1       |
| ThyssenKrupp                                      | N/A                         | N/A                                     | 1       |
| Top of the World Cafe                             | Sud                         | 107, 110                                | 1       |
| UBS Warburg                                       | Nord                        | Windows on the World                    | 1       |
| United Staffing                                   | Nord                        | Cantor Fitzgerald                       | 1       |
| Vanderbilt Group Inc.                             | Sud                         | N/A                                     | 1       |
| Vital Computer Services                           | Nord                        | Marsh & McLennan                        | 1       |
| WABC-TV                                           | Nord                        | 110                                     | 1       |
| WCBS-TV                                           | Nord                        | 110                                     | 1       |
| Wipro Technologies                                | Nord                        | 97                                      | 1       |
| WNBC-TV                                           | Nord                        | 110                                     | 1       |
| WNET-TV                                           | Nord                        | 110                                     | 1       |
| World Trade Center                                | N/A                         | N/A                                     | 1       |
| World Trade Center Project Renewal                | N/A                         | N/A                                     | 1       |
| WPIX-TV                                           | Nord                        | 110                                     | 1       |

## Vittime straniere
376 cittadini stranieri, equivalenti al 12% delle vittime, persero la vita l'11 settembre, la maggior parte di loro britannici, dominicani, indiani e sudcoreani. Furono 10 le vittime italiane. La seguente tabella mostra la nazionalità delle vittime straniere, esclusi i 19 terroristi. 
| Nazionalità         | Vittime | Note          |
| ------------------- | ------- | ------------- |
| Regno Unito         | 67      | [ 45 ] [ 46 ] |
| Rep. Dominicana     | 47      | [ 47 ] [ 48 ] |
| India               | 41      | [ 49 ]        |
| Corea del Sud       | 28      | [ 50 ]        |
| Giappone            | 24      | [ 51 ]        |
| Canada              | 24      | [ 52 ] [ 53 ] |
| Colombia            | 18      | [ 47 ]        |
| Filippine           | 16      | [ 54 ]        |
| Giamaica            | 16      | [ 55 ]        |
| Messico             | 15      | [ 47 ]        |
| Trinidad e Tobago   | 14      |               |
| Ecuador             | 13      | [ 47 ]        |
| Germania            | 11      |               |
| Australia           | 11      | [ 56 ]        |
| Italia              | 10      |               |
| Pakistan            | 8       | [ 57 ]        |
| Bangladesh          | 6       | [ 58 ]        |
| Irlanda             | 6       | [ 59 ]        |
| Polonia             | 6       |               |
| Portogallo          | 5       |               |
| Perù                | 5       |               |
| Israele             | 5       | [ 60 ]        |
| Argentina           | 4       | [ 61 ]        |
| Francia             | 4       | [ 62 ]        |
| Libano              | 4       |               |
| Romania             | 4       |               |
| Brasile             | 3       | [ 63 ]        |
| Etiopia             | 3       |               |
| Guyana              | 3       |               |
| Malaysia            | 3       | [ 64 ]        |
| Bermuda             | 2       | [ 65 ]        |
| Cina                | 2       |               |
| El Salvador         | 2       |               |
| Ghana               | 2       |               |
| Giordania           | 2       | [ 66 ]        |
| Haiti               | 2       |               |
| Hong Kong           | 2       |               |
| Nuova Zelanda       | 2       | [ 67 ]        |
| Paraguay            | 2       |               |
| RD del Congo        | 2       |               |
| Serbia e Montenegro | 2       |               |
| Sudafrica           | 2       |               |
| Thailandia          | 2       | [ 68 ]        |
| Svezia              | 2       |               |
| Svizzera            | 2       |               |
| Rep. Ceca           | 2       |               |
| Bielorussia         | 1       |               |
| Belgio              | 1       | [ 69 ]        |
| Cile                | 1       | [ 47 ]        |
| Costa d'Avorio      | 1       |               |
| Honduras            | 1       |               |
| Indonesia           | 1       | [ 70 ]        |
| Kenya               | 1       |               |
| Lituania            | 1       |               |
| Moldavia            | 1       |               |
| Nigeria             | 1       |               |
| Paesi Bassi         | 1       |               |
| Russia              | 1       |               |
| Spagna              | 1       |               |
| Sri Lanka           | 1       | [ 71 ]        |
| Grecia              | 1       | [ 71 ]        |
| Taiwan              | 1       |               |
| Ucraina             | 1       |               |
| Uzbekistan          | 1       |               |
| Venezuela           | 1       |               |

## Lista dei Soccorritori morti l'11 settembre 2001

### New York City Fire Department
| Azienda                                  | Vittime con rango ed età |
| ---------------------------------------- | --- |
| Comandante Generale dei Vigili del Fuoco | Peter J. Ganci, Jr., 54 |
| Colonnello dei Vigili del Fuoco          | William M. Feehan, 72 |
| Ispettore dei Vigili del fuoco           | Ronald Paul Bucca, 47 |
| Cappellano dei Vigili del Fuoco          | Mychal Judge, 68 |
| Battaglione 1                            | - Chief Matthew Lancelot Ryan, 54 - Lt. Paul Thomas Mitchell, 46 |
| Battaglione 2                            | - Chief William McGovern, 49 - Chief Richard Prunty, 57 - Faustino Apostol, Jr, 55 |
| Battaglione 4                            | Lt. Thomas O'Hagan, 43 |
| Battaglione 6                            | Chief John P. Williamson, 46 |
| Battaglione 7                            | - Chief Orio Joseph Palmer, 45 - Lt. Stephen G. Harrell, 44 - Lt. Philip Scott Petti, 43 |
| Battaglione 8                            | - Chief Thomas Patrick DeAngelis, 51 - Thomas McCann, 45 |
| Battaglione 9                            | - Chief Dennis Lawrence Devlin, 51 - Chief Edward F. Geraghty, 45 - Lt. Charles William Garbarini, 44 - Carl Asaro, 39 - Alan D. Feinberg, 48 |
| Battaglione 11                           | Chief John M. Paolillo, 51 |
| Battaglione 12                           | Chief Frederick Claude Scheffold, Jr, 57 |
| Battaglione 22                           | Lt. Charles Joseph Margiotta, 44 |
| Battaglione 43                           | Lt. Geoffrey E. Guja, 49 |
| Battaglione 47                           | Lt. Anthony Jovic, 39 |
| Battalion 48                             | - Chief Joseph Grzelak, 52 - Michael Leopoldo Bocchino, 45 |
| Battaglione 49                           | - Chief John Moran, 42 - Paramedic Carlos R. Lillo, 37 |
| Battaglione 50                           | Chief Lawrence T. Stack, 58 |
| Battaglione 57                           | - Chief Dennis Cross, 60 - Chief Joseph Ross Marchbanks, Jr, 47 - Paramedic Ricardo J. Quinn, 40 |
| Divisione 1                              | - Capt. Joseph D. Farrelly, 47 - Capt. Thomas Moody, 45 |
| Divisione 11                             | Capt. Timothy M. Stackpole, 42 |
| Divisione 15                             | - Chief Thomas Theodore Haskell, Jr, 37 - Capt. Martin J. Egan, Jr, 36 - Capt. William O'Keefe, 48 |
| Autopompa 1                              | - Lt. Andrew Desperito, 43 - Michael T. Weinberg, 34 |
| Autopompa 4                              | - Calixto Anaya, Jr, 35 - James C. Riches, 29 - Thomas G. Schoales, 27 - Paul A. Tegtmeier, 41 |
| Autopompa 5                              | Manuel Del Valle, Jr, 32 |
| Autopompa 6                              | - Paul Beyer, 37 - Thomas Holohan, 36 - William R. Johnston, 31 |
| Autopompa 8                              | Robert Parro, 35 |
| Autopompa 10                             | - Lt. Gregg Arthur Atlas, 44 - Jeffrey James Olsen, 31 |
| Autopompa 21                             | Capt. William Francis Burke, Jr, 46 |
| Autopompa 22                             | - Thomas Anthony Casoria, 29 - Michael J. Elferis, 27 - Vincent D. Kane, 37 - Martin E. McWilliams, 35 |
| Autopompa 23                             | - Robert McPadden, 30 - James Nicholas Pappageorge, 29 - Hector Luis Tirado, Jr, 30 - Mark P. Whitford, 31 |
| Autopompa 26                             | - Capt. Thomas Farino, 37 - Dana R Hannon, 29 |
| Autopompa 27                             | Michael Ragusa, 29 |
| Autopompa 33                             | - Lt. Kevin Pfeifer, 42 - David Arce, 36 - Michael Boyle, 37 - Robert Evans, 36 - Keithroy Marcellus Maynard, 30 |
| Autopompa 37                             | John Giordano, 47 |
| Autopompa 40                             | - Lt. John F. Ginley, 37 - Kevin Bracken, 37 - Michael D. D'Auria, 25 - Bruce Gary, 51 - Steven Mercado, 38 |
| Autopompa 50                             | Robert W. Spear, Jr, 30 |
| Autopompa 54                             | - Paul John Gill, 34 - Jose Guadalupe, 37 - Christopher Santora, 23 |
| Autopompa 55                             | - Lt. Peter L. Freund, 45 - Robert Lane, 28 - Christopher Mozzillo, 27 - Stephen P. Russell, 40 |
| Autopompa 58                             | Lt. Robert B. Nagel, 55 |
| Autopompa 74                             | Ruben D. Correa, 44 |
| Autopompa 201                            | - Lt. Paul Richard Martini, 37 - Gregory Joseph Buck, 37 - Christopher Pickford, 32 - John Albert Schardt, 34 |
| Autopompa 205                            | Lt. Robert Francis Wallace, 43 |
| Autopompa 207                            | - Karl Henry Joseph, 25 - Shawn Edward Powell, 32 - Kevin O. Reilly, 28 |
| Autopompa 214                            | - Lt. Carl John Bedigian, 35 - John Joseph Florio, 33 - Michael Edward Roberts, 31 - Kenneth Thomas Watson, 39 |
| Autopompa 216                            | Daniel Suhr, 37 |
| Autopompa 217                            | - Lt. Kenneth Phelan, 41 - Steven Coakley, 36 - Philip T. Hayes, 67 - Neil Joseph Leavy, 34 |
| Autopompa 219                            | John Chipura, 39 |
| Autopompa 226                            | - Brian McAleese, 36 - David Paul De Rubbio, 38 - Stanley S. Smagala, Jr, 36 |
| Autopompa 230                            | - Lt. Brian G. Ahearn, 43 - Frank Bonomo, 42 - Michael Scott Carlo, 34 - Jeffrey Stark, 30 - Eugene Whelan, 31 - Edward James White III, 30 |
| Autopompa 235                            | - Lt. Steven Bates, 42 - Nicholas Paul Chiofalo, 39 - Francis Esposito, 32 - Lee S. Fehling, 28 - Lawrence G. Veling, 44 |
| Autopompa 238                            | Lt. Glenn E. Wilkenson, 46 |
| Autopompa 279                            | - Ronnie Lee Henderson, 52 - Anthony Rodriguez, 36 |
| Autopompa 285                            | Raymond R. York, 45 |
| Autopompa 320                            | Capt. James J. Corrigan, 60 |
| Nucleo N.B.C.R 1                         | - Lt. John A. Crisci, 48 - Dennis M. Carey, 51 - Martin N. DeMeo, 47 - Thomas Gardner, 39 - Jonathan R. Hohmann, 48 - Dennis Scauso, 46 - Kevin Joseph Smith, 47 |
| Autoscala 2                              | - Capt. Frederick Ill, Jr, 49 - Michael J. Clarke, 27 - George DiPasquale, 33 - Denis P. Germain, 33 - Daniel Edward Harlin, 41 - Carl Molinaro, 32 - Dennis Michael Mulligan, 32 |
| Autoscala 3                              | - Capt. Patrick J. Brown, 48 - Lt. Kevin W. Donnelly, 43 - Michael Carroll, 39 - James Raymond Coyle, 26 - Gerard Dewan, 35 - Jeffrey John Giordano, 45 - Joseph Maloney, 45 - John Kevin McAvoy, 47 - Timothy Patrick McSweeney, 37 - Joseph J. Ogren, 30 - Steven John Olson, 38           |
| Autoscala 4                              | - Capt. David Terence Wooley, 54 - Lt. Daniel O'Callaghan, 42 - Joseph Angelini, Jr, 38 - Peter Brennan, 30 - Michael E. Brennan, 27 - Michael Haub, 34 - Michael F. Lynch, 33 - Samuel Oitice, 45 - John James Tipping II, 33                                                               |
| Autoscala 5                              | - Lt. Vincent Francis Giammona, 40 - Lt. Michael Warchola, 51 - Louis Arena, 32 - Andrew Brunn, 28 - Thomas Hannafin, 36 - Paul Hanlon Keating, 38 - John A. Santore, 49 - Gregory Thomas Saucedo, 31                                                                                        |
| Autoscala 7                              | - Capt. Vernon Allan Richard, 53 - George Cain, 35 - Robert Joseph Foti, 42 - Richard Muldowney Jr, 40 - Charles Mendez, 38 - Vincent Princiotta, 39 |
| Autoscala 8                              | Lt. Vincent Gerard Halloran, 43 |
| Autoscala 9                              | - Gerard Baptiste, 35 - John P. Tierney, 27 - Jeffrey P. Walz, 37 |
| Autoscala 10                             | Sean Patrick Tallon, 26 |
| Autoscala 11                             | - Lt. Michael Quilty, 42 - Michael F. Cammarata, 22 - Edward James Day, 45 - John F. Heffernan, 37 - Richard John Kelly, Jr, 50 - Robert King, Jr, 36 - Matthew Rogan, 37 |
| Autoscala 12                             | - Angel L. Juarbe, Jr, 35 - Michael D. Mullan, 34 |
| Autoscala 13                             | - Capt. Walter G. Hynes, 46 - Thomas Hetzel, 33 - Dennis McHugh, 34 - Thomas E. Sabella, 44 - Gregory Stajk, 46 |
| Autoscala 15                             | - Lt. Joseph Gerard Leavey, 45 - Richard Lanard Allen, 30 - Arthur Thaddeus Barry, 35 - Thomas W. Kelly, 50 - Scott Kopytko, 32 - Scott Larsen, 35 - Douglas E. Oelschlager, 36 - Eric T. Olsen, 41                                                                                          |
| Autoscala 16                             | - Lt. Raymond E. Murphy, 46 - Robert Curatolo, 31 |
| Autoscala 20                             | - Capt. John R. Fischer, 46 - John Patrick Burnside, 36 - James Michael Gray, 34 - Sean S. Hanley, 35 - David Laforge, 50 - Robert Thomas Linnane, 33 - Robert D. McMahon, 35 |
| Autoscala 21                             | - Gerald T. Atwood, 38 - Gerard Duffy, 53 - Keith Glascoe, 38 - Joseph Henry, 25 - William E. Krukowski, 36 - Benjamin Suarez, 34 |
| Autoscala 24                             | - Capt. Daniel J. Brethel, 43 - Stephen Elliot Belson, 51 |
| Autoscala 25                             | - Lt. Glenn C. Perry, 41 - Matthew Barnes, 37 - John Michael Collins, 42 - Kenneth Kumpel, 42 - Robert Minara, 54 - Joseph Rivelli, 43 - Paul G. Ruback, 50 |
| Autoscala 27                             | - John Marshall, 35 |
| Autoscala 35                             | - Capt. Frank Callahan, 51 - James Andrew Giberson, 43 - Vincent S. Morello, 34 - Michael Otten, 42 - Michael Roberts, 30 |
| Autoscala 38                             | Joseph Spor, Jr, 35 |
| Autoscala 42                             | Peter Alexander Bielfeld, 44 |
| Autoscala 101                            | - Lt. Joseph Gullickson, 37 - Patrick Byrne, 39 - Salvatore B. Calabro, 38 - Brian Cannizzaro, 30 - Thomas J. Kennedy, 36 - Joseph Maffeo, 31 - Terence A. McShane, 37 |
| Autoscala 105                            | - Capt. Vincent Brunton, 43 - Thomas Richard Kelly, 39 - Henry Alfred Miller, Jr, 51 - Dennis O'Berg, 28 - Frank Anthony Palombo, 46 |
| Autoscala 111                            | Lt. Christopher P. Sullivan, 39 |
| Autoscala 118                            | - Lt. Robert M. Regan, 48 - Joseph Agnello, 35 - Vernon Paul Cherry, 49 - Scott Matthew Davidson, 33 - Leon Smith, Jr, 48 - Peter Anthony Vega, 36 |
| Autoscala 131                            | Christian Michael Otto Regenhard, 28 |
| Autoscala 132                            | - Andrew Jordan, 36 - Michael Kiefer, 25 - Thomas Mingione, 34 - John T. Vigiano II, 36 - Sergio Villanueva, 33 |
| Autoscala 136                            | Michael Joseph Cawley, 32 |
| Autoscala 166                            | William X. Wren, 61 |
| Autocarro Soccorso 1                     | - Capt. Terence S. Hatton, 41 - Lt. Dennis Mojica, 50 - Joseph Angelini, Sr, 63 - Gary Geidel, 44 - William Henry, 49 - Kenneth Joseph Marino, 40 - Michael Montesi, 39 - Gerard Terence Nevins, 46 - Patrick J. O'Keefe, 44 - Brian Edward Sweeney, 29 - David M. Weiss, 41                 |
| Autocarro Soccorso 2                     | - Lt. Peter C. Martin, 43 - William David Lake, 44 - Daniel F. Libretti, 43 - John Napolitano, 32 - Kevin O'Rourke, 44 - Lincoln Quappe, 38 - Edward Rall, 44 |
| Autocarro Soccorso 3                     | - Christopher Joseph Blackwell, 42 - Thomas Foley, 32 - Thomas Gambino, Jr, 48 - Raymond Meisenheimer, 46 - Donald J. Regan, 47 - Gerard Patrick Schrang, 45 |
| Autocarro Soccorso 4                     | - Capt. Brian Hickey, 47 - Lt. Kevin Dowdell, 46 - Terrence Patrick Farrell, 45 - William J. Mahoney, 37 - Peter Allen Nelson, 42 - Durrell V. Pearsall, 34 |
| Autocarro Soccorso 5                     | - Capt. Louis Joseph Modafferi, 45 - Lt. Harvey Harrell, 49 - John P. Bergin, 39 - Carl Vincent Bini, 44 - Michael Curtis Fiore, 46 - Andre G. Fletcher, 37 - Douglas Charles Miller, 34 - Jeffrey Matthew Palazzo, 33 - Nicholas P. Rossomando, 35 - Allan Tarasiewicz, 45                  |
| Soccorsi Speciali                        | - Chief Raymond Mathew Downey, 63 - Capt. Patrick J. Waters, 44 - Lt. Timothy Higgins, 43 - Lt. Michael Thomas Russo, Sr, 44 |
| Squadra 1                                | - Capt. James M. Amato, 43 - Lt. Edward A. D'Atri, 38 - Lt. Michael Esposito, 41 - Lt. Michael N. Fodor, 53 - Brian Bilcher, 37 - Gary Box, 37 - Thomas M. Butler, 37 - Peter Carroll, 42 - Robert Cordice, 28 - David J. Fontana, 37 - Matthew David Garvey, 37 - Stephen Gerard Siller, 34 |
| Squadra 18                               | - Lt. William E. McGinn, 43 - Eric Allen, 44 - Andrew Fredricks, 40 - David Halderman, 40 - Timothy Haskell, 34 - Manuel Mojica, 37 - Lawrence Virgilio, 38 |
| Squadra 41                               | - Lt. Michael K. Healey, 42 - Thomas Patrick Cullen III, 31 - Robert Hamilton, 43 - Michael J. Lyons, 32 - Gregory Sikorsky, 34 - R. Bruce Van Hine, 48 |
| Squadra 252                              | - Tarel Coleman, 32 - Thomas Kuveikis, 48 - Peter J. Langone, 41 - Patrick Lyons, 34 - Kevin Prior, 28 |
| Squadra 288                              | - Lt. Ronald T. Kerwin, 42 - Ronnie E. Gies, 43 - Joseph Hunter, 31 - Jonathan Lee Ielpi, 29 - Adam David Rand, 30 - Timothy Matthew Welty, 34 |
| Unità Speciale Antiterrorismo 2          | - Joseph A. Mascali, 44 |

### New York Fire Patrol
Il New York Patrol, operativo dal 1839 fino al 15 maggio 2006, inviò le unita 1, 2 e 3 sul luogo dell'attentato. Il poliziotto Keith M. Roma, della squadra numero 2, morì quando la Torre Sud crollò.

### Port Authority Police Department
Il Port Authority of New York and New Jersey Police Department perse quel giorno 37 ufficiali, compreso un cane dell'unità cinofila, Sirius.
- Sovrintendente Ferdinand V. Morrone, 63
- Chief James A. Romito, 51
- Lt. Robert D. Cirri
- Insp. Anthony P. Infante, Jr., 47
- Capt. Kathy Nancy Mazza, 46
- Sgt. Robert M. Kaulfers, 49
- Donald James McIntyre, 38
- Walter Arthur McNeil, 53
- Joseph Michael Navas, 44
- James Nelson, 40
- Alfonse J. Niedermeyer, 40
- James Wendell Parham, 32
- Dominick A. Pezzulo, 36
- Antonio J. Rodrigues, 35
- Richard Rodriguez, 31
- Bruce Albert Reynolds, 41
- Christopher C. Amoroso, 29
- Maurice V. Barry, 48
- Clinton Davis, Sr., 38
- Donald A. Foreman, 53
- Gregg J. Froehner, 46
- Uhuru Gonga Houston, 32
- George G. Howard, 44
- Thomas E. Gorman
- Stephen Huczko, Jr., 44
- Paul William Jurgens, 47
- Liam Callahan, 44
- Paul Laszczynski, 49
- David Prudencio Lemagne, 27
- John Joseph Lennon, Jr., 44
- John Dennis Levi, 50
- James Francis Lynch, 47
- John P. Skala, 31
- Walwyn W. Stuart, Jr., 28
- Kenneth F. Tietjen, 31
- Nathaniel Webb
- Michael T. Wholey
- Sirius, K-9

### New York City Police Department
Il New York City Police Department, che inviò sul posto 22 luogotenenti, circa 100 sergenti e circa 800 agenti di polizia, perse quel giorno 23 ufficiali di polizia, tra cui quattro sergenti e due detective:
- Sgt. Timothy A. Roy, Sr., 36
- Sgt. John Gerard Coughlin, 43
- Sgt. Rodney C. Gillis, 33
- Sgt. Michael S. Curtin, 45
- Det. Joseph V. Vigiano, 34
- Det. Claude Daniel Richards, 46
- Moira Ann Smith, 38
- Ramon Suarez, 45
- Paul Talty, 40
- Santos Valentin, Jr., 39
- Walter E. Weaver, 30
- Ronald Philip Kloepfer, 39
- Thomas M. Langone, 39
- James Patrick Leahy, 38
- Brian Grady McDonnell, 38
- John William Perry, 38
- Glen Kerrin Pettit, 30
- John D'Allara, 47
- Vincent Danz, 38
- Jerome M. P. Dominguez, 37
- Stephen P. Driscoll, 38
- Mark Joseph Ellis, 26
- Robert Fazio, Jr., 41

### New York State Court Officers
Tre ufficiali del New York State Court Officers raggiunsero il World Trade Center dal palazzo di giustizia del Centre Street. Tutti e tre non ce la fecero; i loro nomi sono: 
- Capitano William Harry Thompson, 57
- Ufficiale Senior Thomas Jurgens, 27
- Ufficiale Senior Mitchel Scott Wallace, 34